# Região Geográfica Intermediária de Boa Vista
A Região Geográfica Intermediária de Boa Vista é uma das duas regiões intermediárias do estado brasileiro de Roraima e uma das 134 regiões intermediárias do Brasil, criadas pelo Instituto Brasileiro de Geografia e Estatística (IBGE) em 2017. É composta por 9 municípios, distribuídos em duas regiões geográficas imediatas.
Sua população total estimada pelo Instituto Brasileiro de Geografia e Estatística (IBGE) para 1º de julho de 2018 é de 488 009 habitantes, distribuídos em uma área total de 111 085,285 km².
Boa Vista é o município mais populoso da região intermediária, além de ser capital do estado, com 375 374 habitantes, de acordo com estimativas de 2018 do Instituto Brasileiro de Geografia e Estatística (IBGE).

## Regiões geográficas imediatas
| Região geográfica imediata | Municípios                                 | População Estimativa 2018 | Área (km²)  |
| -------------------------- | ------------------------------------------ | ------------------------- | ----------- |
| Boa Vista                  | Alto Alegre Boa Vista Bonfim Cantá Mucajaí | 438 665                   | 59 552,117  |
| Pacaraima                  | Amajari Normandia Pacaraima Uiramutã       | 49 344                    | 51 533,168  |
| Total                      | 9                                          | 488 009                   | 111 085,285 |